# Ngozi
Ngozi este un oraș din Burundi. Este reședința provinciei omonime.